# Kanjiža
Kanjiža (in serbo Кањижа?; in ungherese Magyarkanizsa) è una città e una municipalità del distretto del Banato Settentrionale nel nord-est della provincia autonoma della Voivodina, al confine con l'Ungheria.

## Geografia fisica
Il territorio di Kanjiža, amministrativamente appartiene al distretto del Banato settentrionale, ma geograficamente appartiene alla regione di Bačka. Il territorio del comune è delimitato dal fiume Tibisco e dal comune di Novi Kneževac a est, il Comune di Senta, nel sud, il Comune di Subotica a ovest e il confine con l'Ungheria a nord.

### Suddivisione amministrativa
Il comune di Kanjiža, include la città e 12 villaggi. I villaggi sono: 
- Adorjan
- Doline
- Horgoš
- Male Pijace
- Mali Pesak
- Martonoš
- Novo Selo
- Orom
- Totovo Selo
- Trešnjevac
- Velebit
- Zimonić